# 知多市民病院
知多市民病院（ちたしみんびょういん）は、2015年（平成27年）4月30日まで愛知県知多市にあった公立の病院。知多市と東海市による一部事務組合である西知多医療厚生組合が運営していた。

## 沿革
1984年（昭和59年）に知多市の市民病院として開設。脳神経外科や眼科の非常勤化や産婦人科の分娩を中止するなど医師不足が深刻になり、2008年（平成20年）に東海市民病院と共に東海市・知多市医療連携等あり方検討会を設置した。
2010年（平成22年）4月1日には病院運営を知多市と東海市で構成する一部事務組合西知多医療厚生組合に移管。これにより東海市民病院と経営統合することとなった。
2015年（平成27年）5月1日に、東海市民病院本院跡地に建設された西知多総合病院が開院し、同年4月末をもって東海市民病院とともに閉院した。

## 年表
- 1984年（昭和59年）
  - 2月 - 開設。
  - 12月 - 救急病院の認定を受ける。
  - 12月 - 第16回中部建築賞に入選[2]。
- 2006年（平成18年） - 日本医療機能評価機構よりバージョン5.0の認定取得。
- 2008年（平成20年）7月8日 - 東海市・知多市医療連携等あり方検討会を設置。
- 2010年（平成22年）4月1日 - 病院運営を知多市から西知多医療厚生組合に移管。
- 2015年（平成27年）5月1日 - 公立西知多総合病院に機能を移転して閉院。

## 診療科目
- 内科
- 内分泌内科
- 代謝内科
- 循環器内科
- 呼吸器内科
- 消化器内科
- 腎臓内科
- 神経内科
- 外科
- 小児科
- 産婦人科
- 整形外科
- 眼科
- 耳鼻咽喉科
- 皮膚科
- 泌尿器科
- 歯科口腔科
- 麻酔科
- 放射線科
- 脳神経外科

## サービスコーナー
売店、レストラン、ATM、郵便ポスト、公衆電話、理容室、洗濯所など。

## 交通アクセス（当時）
- 名鉄常滑線「朝倉駅」及び「古見駅」から知多バス東岡田線「市民病院前」バス停下車、徒歩で約2分。
- 知多市コミュニティバス（あいあいバス）「市民病院」バス停下車、徒歩で約2分。

## 跡地
2015年（平成27年）11月、知多市及び東海市は、慢性期等の医療を確保するため、医療法人贈恩会と旧知多市民病院の土地建物を無償貸付する協定を締結した。2016年（平成28年）内に知多小嶋記念病院として開院。